# Харрис, Джо Энн
Джо Энн Ха́ррис (англ. Jo Ann Harris; род. 27 мая 1949, Лос-Анджелес, Калифорния) — американская актриса кино, телевидения и озвучивания.

## Биография
Джо Энн Маркович (настоящее имя актрисы) родилась 27 мая 1949 года в Лос-Анджелесе. С 1967 года начала разово появляться в телесериалах, в 1968 году впервые снялась в кинофильме, с 1973 года стала также известна как актриса озвучивания. Карьера Харрис продолжалась более трёх десятилетий, за которые она снялась в более чем полусотне фильмов и сериалов, озвучила несколько персонажей в пяти мультфильмах и мультсериалах. Пик активности актрисы пришёлся на период с конца 1960-х по начало 1980-х годов, после чего её стали приглашать на роли заметно реже.

### Личная жизнь
10 октября 1976 года Харрис вышла замуж за сценариста, продюсера и режиссёра Джерри Белсона (1938—2006). Брак продолжался 30 лет до самой смерти мужа. У пары было трое детей: Джули, Вилли и Кристин (последняя стала продюсером).

## Фильмография

### Широкий экран
Кроме озвучивания
- 1969 — Голубые обманщики / The Gay Deceivers — Лесли Девлин
- 1971 — Обманутый / The Beguiled — Кэрол
- 1974 — Заговор «Параллакс» / The Parallax View — Крисси
- 1974 — Отряд насилия[англ.] / Act of Vengeance — Линда Шумейкер
- 1980 — Ксанаду / Xanadu — певица из 1940-х
- 1982 — Смертельные игры[англ.] / Deadly Games — Кларисса Джейн Луиза «Киган» Лоуренс

### Телевидение
Кроме озвучивания
- 1967 — Спасай свою жизнь[англ.] / Run for Your Life — девушка (в эпизоде Fly by Night)
- 1968 — Сеть[англ.] / Dragnet — Джо-Элль Мёрфи (в эпизоде The Starlet)
- 1968 — Защитник Джадд[англ.] / Judd, for the Defense — Джинни Картер (в эпизоде The Worst of Both Worlds)
- 1969 — Адам-12[англ.] / Adam-12 — Сьюзан Бейкер (в эпизоде Log 62: Grand Theft Horse?[англ.])
- 1969 — Дымок из ствола / Gunsmoke — Элли (в эпизоде Coreyville[англ.])
- 1969 — Высокий кустарник[англ.] / The High Chaparral — Энни Кросуэлл (в эпизоде The Little Thieves[англ.])
- 1969, 1972 — Отряд «Стиляги»[англ.] / The Mod Squad — разные роли (в 2 эпизодах[англ.])
- 1970—1971 — Вирджинец[англ.] / The Virginian — разные роли (в 2 эпизодах[англ.])
- 1970, 1972 — Медицинский центр[англ.] / Medical Center — разные роли (в 2 эпизодах[англ.])
- 1971 — Семья Смитов[англ.] / The Smith Family — Линн Митчелл (в эпизоде The Strangers)
- 1972 — Диснейленд[англ.] / Disneyland — Майк О’Хара-четвёртый (в 2 эпизодах)
- 1972 — Смелые: Новые доктора[англ.] / The Bold Ones: The New Doctors — Даниэлла Тейт (в эпизоде A Very Strange Triangle[англ.])
- 1972—1973 — Улицы Сан-Франциско / The Streets of San Francisco — Конни • Лайта Брюэр (в 2 эпизодах[англ.])
- 1973 — ФБР / The F.B.I. — разные роли (в 2 эпизодах[англ.])
- 1974—1975, 1978 — Барнаби Джонс[англ.] / Barnaby Jones — разные роли (в 3 эпизодах[англ.])
- 1975 — Гавайи 5-O / Hawaii Five-O — Лори Бенедикт (в эпизоде And the Horse Jumped Over the Moon[англ.])
- 1975 — Двигаясь вперёд[англ.] / Movin' On — Сэнди (в эпизоде The Big Wheel)
- 1976 — Богач, бедняк[англ.] / Rich Man, Poor Man — Глория Бартли (в 2 эпизодах)
- 1976—1977 — Самые разыскиваемые[англ.] / Most Wanted — офицер Кейт Маннерс (в 22 эпизодах)
- 1977 — Лодка любви / The Love Boat — Конни Эванс (в эпизоде Lost and Found / The Understudy / Married Singles[англ.])
- 1978 — Остров фантазий / Fantasy Island — Андреа Чамберс (в эпизоде Treasure Hunt / Beauty Contest[англ.])
- 1979 — Вегас[англ.] / Vegas — Кристи (в эпизоде Everything I Touch[англ.])
- 1979 — Би Джей и Медведь[англ.] / B. J. and the Bear — Барбара Сью (в 2 эпизодах)
- 1983 — Лаверна и Ширли / Laverne & Shirley — Джейн (в эпизоде Short on Time[англ.])
- 1984 — Утиная фабрика / The Duck Factory — Венди Вустер (в эпизоде The Children's Half-Hour)
- 1988 — Шоу Трейси Ульман / The Tracey Ullman Show — член аудитории (в выпуске #2.12)
- 1997, 1999 — Трейси принимает вызов[англ.] / Tracey Takes On… — Влюблённый Оленёнок (в 2 эпизодах)
- 2008—2010 — ? / Tracey Ullman's State of the Union — разные роли (в 8 выпусках)

### Озвучивание
- 1973 — Губер и охотники за призраками[англ.] / Goober and the Ghost Chasers — Тина (в 16 эпизодах)
- 1988 — Оливер и компания / Oliver & Company — второстепенные персонажи
- 1989—1992 — Симпсоны / The Simpsons — около 20 второстепенных персонажей[5] (в 11 эпизодах)